# Husum (Weser-Nienburgi járás)
Husum egy község Németországban, a Weser-Nienburgi járásban. Lakosainak száma 2342 fő (2023. december 31.).

## Földrajza
Husum Linsburg, Nienburg és Landesbergen községekkel határos.

## Népessége
| Lakosok száma | 2384 | 2351 | 2363 | 2387 | 2360 | 2342 |
|               | 2016 | 2017 | 2019 | 2021 | 2022 | 2023 |